# 1933 NFL Championship Game
O 1933 National Football League Championship game foi o primeiro jogo marcado do campeonato desde que a fundação de NFL em 1920. Foi jogado o 17 de dezembro no campo de Wrigley em Chicago, Illinois. O público foi estimado em 25 000.
O jogo foi realizado entre os campeões das divisões recém-criadas da liga: o Chicago Bears (10-2-1) da western divison e o New York Giants (11-3) da estern division. Chicago ganhou o privilégio de jogar em casa devido a uma porcentagem ganhando melhor na temporada; após este ano o campeão da western division hospeda nos anos pares-numerados e o estern em impar.
Chicago marcou o touchdown vencedor com menos de dois minutos para ir no quarto quarto, fechando uma vitória 23-21. Foi o segundo campeonato consecutivo dos Bears e o terceiro sob o fundador e treinador George Halas.

## Gerais
- Gottehrer, Barry. The Giants of New York, the history of professional football's most fabulous dynasty. New York, G. P. Putnam's Sons, 1963 OCLC 1356301
- Pervin, Lawrence A. Football's New York Giants: A History. McFarland 2009 ISBN 0-7864-4268-9